# Gerson van Messel
Gerson van Messel (Harlingen, 31 mei 1902 - Bussum, 24 januari 2000) was een Nederlandse vliegenier die ook na zijn vliegerscarrière in Nederland een rol heeft gespeeld als luchtvaartpionier. Van Messel diende bij Korps Wielrijders van de Koninklijke Landmacht voordat hij in 1924 aan zijn vliegcarrière begon. Zijn voorgeschiedenis op twee wielen gaf hem de bijnaam Fiets (van Messel).
In 1928 kwam Van Messel in dienst als vlieger bij de KLM (Koninklijke Luchtvaart Maatschappij) en vanaf 1930 zette hij zijn loopbaan voort bij de KNILM (Koninklijke Nederlandsch-Indische Luchtvaart Maatschappij). In de Tweede Wereldoorlog vloog Van Messel voor de Amerikanen vanuit Australië. Na de oorlog, weer in dienst van de KLM, zette hij intercontinentale luchtverbindingen met Azië en het Midden-Oosten op. In 1956 stopte Van Messel, zeer tegen zijn zin, met vliegen.
Hij werkte daarna nog een aantal jaren voor de KLM, als hoofd van de Afdeling Kwaliteitsbewaking en als hoofd van het Bureau Veiligheid (door hem opgezet). Op zijn 58e stopte Van Messel zijn KLM-dienstverband en werd hij adjunct-directeur van het Nederlands Instituut voor Nijverheid en Techniek in Amsterdam (NINT), het latere NewMetropolis. Door zijn grote inzet - in zijn latere jaren - voor de historische luchtvaart, heeft een tweejaarlijks uit te reiken prijs op dit terrein de naam "Fiets van Messel Award" gekregen.

## Fiets van Messel Award
Ter herinnering aan deze luchtvaartpionier wordt sinds 2001 door de Nationale Federatie Historische Luchtvaart tweejaarlijks de Fiets van Messel Award uitgereikt. Initieel werd de award jaarlijks uitgereikt. Ten gevolge van de coronaperiode lag de uitreiking stil en werden er in 2023 twee awards uitgereikt De winnaars ontvangen een gepersonaliseerde ets van kunstenaar Leentje Linders. 
De Nationale Federatie Historische Luchtvaart is een samenwerking van organisaties die zich bezighouden met het restaureren, onderhouden en luchtwaardig houden van vliegend erfgoed in Nederland. 

#### Jury
- Martin Schröder: Oprichter en oud-directeur Martinair
- Ben Droste: Oud-bevelhebber KLu
- Commodore Saskia Siemensma: Directeur projecten en innovatie staf CLSK
- Angelien Eijsink: Voormalig lid Tweede Kamer
- Joris Melkert: Luchtvaartexpert TU Delft

#### Winnaars
- 2023 Raymond Oostergo
- 2023 Arno van der Holst
- 2018 Tom Karst van der Meulen
- 2016 Team Technische dienst Fokker Four
- 2014 Mark Uleman
- 2012 Klaas van der Ham
- 2010 Hans Nordsiek
- 2008 Arjan Dros
- 2006 Jan Schenk
- 2003 Harry van der Meer
- 2002 Prudent Staal
- 2001 Jaap van Mesdag